# Le deportate della sezione speciale SS
Le deportate della sezione speciale SS (estrenada en anglès com Deported Women of the SS Special Section) és una pel·lícula de drama eròtic italiana del 1976 dirigida per Rino Di Silvestro. La pel·lícula es considera la primera pel·lícula italiana de nazisploitation, després dels progenitors "d'autor" com la pel·lícula de cinema art de Liliana Cavani Il portiere di notte i la pel·lícula d'explotació Saló Kitty de Tinto Brass.

## Trama
A l'Alemanya nazi, un grup de presoneres són transportades en tren a un camp de concentració de les SS i sotmeses a tortura pel comandant del camp (John Steiner) i els seus guàrdies que inclouen una guarda lesbiana. També hi ha un suïcidi conjunt per càpsula de cianur d'un guàrdia i la seva amant presonera just abans que es vegin obligats a fer l'amor davant tot el campament. Mentrestant, el comandant desenvolupa un enamorament per una reclusa particular, Tania Nobel, de qui estava enamorat abans de la guerra i que el va rebutjar a favor d'un altre home, que després és assassinat per ordre del comandant. Després d'intentar morir-se de gana inicialment, fingeix enamorar-se d'ell. No obstant això, després d'una nit junts a l'habitació del comandant, ell revela el seu pla per escapar a Sud-amèrica i, en un acte de venjança, la Tania trenca la seva virilitat utilitzant una fulla d'afaitar amagada a la seva vagina durant el seu amor. Durant el clímax de la pel·lícula, mentre permet escapar als altres presos, mata un grup de guàrdies de les SS, només per després ser disparada per un dels guàrdies mortalment ferits.

## Repartiment
- John Steiner: Herr Erner
- Lina Polito: Tania Nobel
- Erna Schürer: Kapo Helga
- Sara Sperati: Monique DuPré
- Solvi Stubing: Fräulein Greta
- Guido Leontini: Dobermann
- Stefania D'Amario: Angela Modena
- Rik Battaglia: Soldat Fredrick